# AmeriKKKa's Most Wanted
Albums de Ice Cube
Kill at Will
(1990)
Singles
1. Who's the Mack?
Sortie : 1990
2. AmeriKKKa's Most Wanted
Sortie : 17 avril 1990
3. Endangered Species (Tales from the Darkside)
Sortie : 1990

AmeriKKKa's Most Wanted est le premier album studio d'Ice Cube, sorti le 16 mai 1990.

## Contenu
Le titre de l'album est une référence à l'émission de télévision America's Most Wanted, au cours de laquelle sont diffusées des reconstitutions de crimes et les téléspectateurs invités à donner des informations sur les auteurs présumés. La graphie d'« AmeriKKKa », avec trois « K », est une allusion au Ku Klux Klan.
Les chansons de l'opus, dont le contenu est très politique, traitent de la vie éprouvante des ghettos, de la dépendance à la drogue, du racisme ou encore de la pauvreté. Ice Cube y attaque les institutions qui, directement ou indirectement, ont permis l'oppression des populations vivant dans les ghettos de Los Angeles. Dans le morceau Endangered Species (Tales from the Darkside), le rappeur déclare que son quartier est une « poudrière », prédisant avant l'heure les émeutes qui auront lieu en 1992 à Los Angeles, après le passage à tabac de Rodney King.

## Réception
L'album s'est classé 6e au Top R&B/Hip-Hop Albums et 19e au Billboard 200 et a été certifié disque de platine par la Recording Industry Association of America (RIAA) le 6 septembre 1991.
AmeriKKKa's Most Wanted fait partie des 1001 albums qu'il faut avoir écoutés dans sa vie et le magazine The Source l'a classé dans ses « 100 meilleurs albums de rap ».

## Liste des titres
| No  | Titre                                                            | Contient un (des) sample(s) de | Durée |
| --- | ---------------------------------------------------------------- | --- | ----- |
| 1.  | Better Off Dead (Intro)                                          | | 1:03  |
| 2.  | The Nigga Ya Love to Hate                                        | I Need More Time des Meters Keep on Doin' It de The New Birth Weak at the Knees de Steve Arrington Atomic Dog de George Clinton Funky Beat de Whodini Gangsta Gangsta de N.W.A A Bitch Iz a Bitch de N.W.A Superfly de Curtis Mayfield | 3:13  |
| 3.  | AmeriKKKa's Most Wanted                                          | Advice de Sly & the Family Stone Let the Music Take Your Mind de Kool & The Gang Humpin' des Bar-Kays I'm Chief Kamanawanalea (We're the Royal Macadamia Nuts) des Turtles There It Is de James Brown Prison de Richard Pryor Run, Nigger des Last Poets Rocket in the Pocket (Live) de Cerrone Theme From America's Most Wanted de Robert Walsh Fuck tha Police de N.W.A My Philosophy des Boogie Down Productions Straight Outta Compton de N.W.A Jesse de Richard Pryor | 4:08  |
| 4.  | What They Hittin' Foe?                                           | The Jugglers de l'Average White Band Sister Sanctified de Stanley Turrentine Synthetic Substitution de Melvin Bliss | 1:22  |
| 5.  | You Can't Fade Me/JD's Gafflin'                                  | Pneumonia (Live) de Kool & The Gang Rumpofsteelskin de Parliament | 5:12  |
| 6.  | Once Upon a Time in the Projects                                 | Shoo-B-Doop and Cop Him de Betty Davis | 3:41  |
| 7.  | Turn Off the Radio                                               | House of Beauty d'Isaac Hayes Rated X de Kool & The Gang | 2:37  |
| 8.  | Endangered Species (Tales from the Darkside) (featuring Chuck D) | Standing on the Verge of Getting It On de Funkadelic Long Red de Mountain Bop Gun (Endangered Species) de Parliament Fuck tha Police de N.W.A Also Sprach Zarathrustra (2001) des Cecil Holmes Soulful Sounds | 3:21  |
| 9.  | A Gangsta's Fairytale (featuring Lil Russ)                       | Parrty de Maceo & the Macks Mother Goose d'Andrew Dice Clay | 3:16  |
| 10. | I'm Only Out For One Thang (featuring Flavor Flav)               | | 2:10  |
| 11. | Get Off My Dick & Tell Yo' Bitch to Come Here                    | Express Yourself (Extended Mix) de N.W.A | 0:56  |
| 12. | The Drive-By (Interlude)                                         | Bust a Move de Young MC | 1:01  |
| 13. | Rollin' wit' the Lench Mob                                       | Memphis Soul Stew de King Curtis Uphill Peace of Mind de Kid Dynamite Aqua Boogie (A Psychoalphadiscobetabioaquadoloop) de Parliament Givin' Up Food for Funk des J.B.'s Gangsta Gangsta de N.W.A Rollin' With Kid 'N Play de Kid 'N Play Parental Discretion Iz Advised de N.W.A | 3:43  |
| 14. | Who's the Mack?                                                  | "T" Stands for Trouble de Marvin Gaye I Wanna Get Down de Fred & the New J.B.'s Hihache du Lafayette Afro Rock Band The Humpty Dance de Digital Underground | 4:35  |
| 15. | It's a Man's World (featuring Yo-Yo)                             | It's a Man's Man's Man's World de James Brown Crumbs Off the Table de Laura Lee Women Are Beautiful de Richard Pryor Jesse de Richard Pryor Still Talkin' d'Eazy-E A Bitch Iz a Bitch de N.W.A Sing a Simple Song de Sly & the Family Stone | 5:26  |
| 16. | The Bomb                                                         | More Bounce to the Ounce de Zapp The Assembly Line des Commodores Hindenburg Disaster Footage d'Herbert Morrison UFO d'ESG | 3:25  |

| 17. | Endangered Species (Tales from the Darkside) (Remix) (featuring Chuck D) | Flash Light de Parliament Long Red de Mountain Funky Drummer de James Brown The Payback de James Brown Bring the Noise de Public Enemy Straight Outta Compton (Extended Version) de N.W.A | 4:10 |
| 18. | Jackin' for Beats                                                        | The Haunted House de Laura Olsher (Walt Disney Records Studio Group) Call Me D-Nice de D-Nice Tramp de Lowell Fulson Hector des Village Callers The Big Beat de Billy Squier It's a Man's Man's Man's World de James Brown Funky Drummer de James Brown Ashley's Roachclip des Soul Searchers Hip Hug-Her de Booker T. and the M.G.'s I Know You Got Soul de Bobby Byrd The Humpty Dance de Digital Underground Bop Gun (Endangered Species) de Parliament So Wat Cha Sayin' d'EPMD Heed the Word of the Brother du X-Clan Welcome to the Terrordome de Public Enemy Big Ole Butt de LL Cool J The Payback de James Brown 100 Miles and Runnin' de N.W.A Funky President de James Brown Rebel Without a Pause de Public Enemy Say It Loud, I'm Black and I'm Proud de James Brown | 2:57 |
| 19. | Get Off My Dick & Tell Yo' Bitch to Come Here (Remix)                    | Sneakin' in the Back de Tom Scott and The L.A. Express | 3:38 |
| 20. | The Product                                                              | You Can Make It if You Try de Sly & the Family Stone Pussyfooter de Jackie Robinson Jungle Boogie de Kool & The Gang Good Times de Kool & The Gang Illegal Search de LL Cool J | 3:35 |
| 21. | Dead Homiez                                                              | Do Like I Do de Smokey Robinson Rollin' Wit' the Lench Mob d'Ice Cube | 3:55 |
| 22. | JD's Gaffilin' (Part 2)                                                  | | 0:32 |
| 23. | I Gotta Say What Up!!!                                                   | Hyperbolicsyllabicsesquedalymistic d'Isaac Hayes | 3:08 |

## Classements
| Classement (1990)                   | Meilleure place |
| ----------------------------------- | --------------- |
| États-Unis (Billboard 200)          | 19              |
| États-Unis (Top R&B/Hip-Hop Albums) | 6               |

| Classement (2015) | Meilleure place |
| ----------------- | --------------- |
| Australie (ARIA)  | 49              |